# Yves Mattagne
Yves Mattagne (* 2. März 1963 in Brüssel-Etterbeek) ist ein belgischer Koch. 

## Werdegang
Mattagne arbeitete zuerst im Hilton Hotel in Brüssel, am Gatwick Airport bei London und in Belgien in der L'Orangerie bei Michel Beyls. Dann wechselte er für acht Monate nach Paris zum Restaurant von Jacques Le Divellec.
Im Januar 1990 eröffnete er das Restaurant Sea Grill, das ab 1991 mit einem Michelin-Stern ausgezeichnet wurde, ab 1997 mit zweien. Das Restaurant ist spezialisiert auf Fisch und Meeresfrüchte. 2005 unterstützte Mattagne Christian Lohse in der Startphase des Berliner Fisch-Restaurants Fischers Fritz.
Im Juli 2010 übernahm Mattagne das Restaurant vom vormaligen Betreiber SAS Group. Öffentliche Aufmerksamkeit bekam das Gericht Homard à la Presse.
Seit 2020 ist er Küchenchef im Traditions-Gourmetrestaurant der Villa Lorraine, in dem schon Eckart Witzigmann um 1970 gekocht hatte. Auch dieses Restaurant wurde ab 2022 mit zwei Michelinsternen ausgezeichnet und führt die Rangliste Brüsseler Restaurants an.
Seit 2024 ist er Küchenchef im Restaurant Sensa in Luxemburg.

## Auszeichnungen
- 1991: ein Michelinstern für das Restaurant Sea Grill in Brüssel
- 1997: zwei Michelinsterne für das Restaurant Sea Grill
- 2022: zwei Michelinsterne für das Restaurant La Villa Lorraine in Brüssel